# Nikola Kalinić (basketspelare)

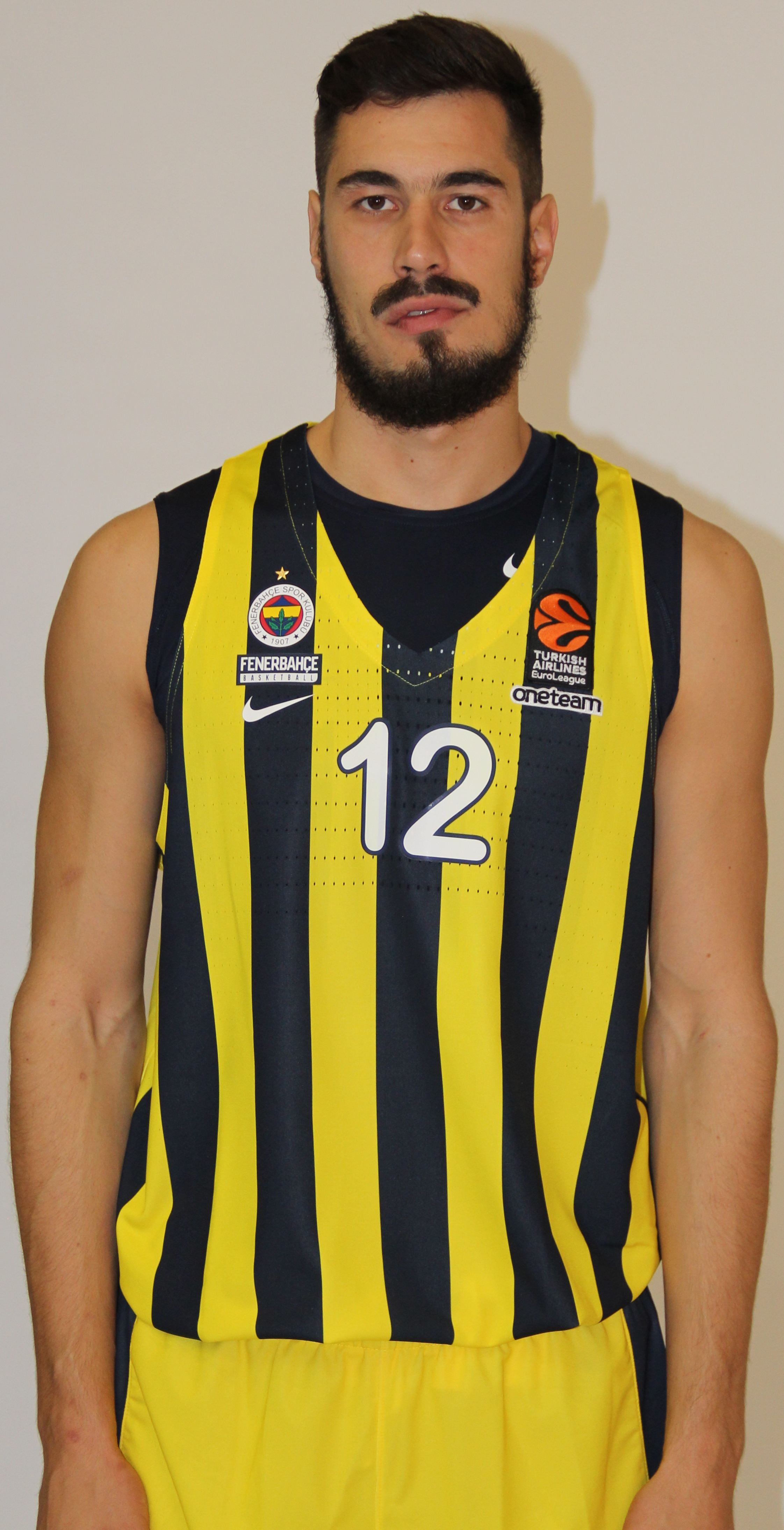
Nikola Kalinić

Nikola Kalinić, född 8 november 1991 i Subotica, är en serbisk basketspelare. Han blev olympisk silvermedaljör i basket vid sommarspelen 2016 i Rio de Janeiro.